# Emil Richli
Emil Richli (Zúric, 24 d'octubre de 1904 - Zúric, 13 de maig de 1934) va ser un ciclista suís que fou professional entre 1928 i 1933. Especialista en pista, va guanyar tres cops el campionat nacional de velocitat. Va participar en els Jocs Olímpics de 1924 en la prova de persecució per equips.
Va morir com a conseqüència de les ferides patides per una caiguda durant la disputa dels campionats nacionals de 1934.

## Palmarès
- 1928
  - 1r als Sis dies de Frankfurt (amb Willy Rieger)
- 1929
  - 1r als Sis dies de Breslau (amb Willy Rieger)
  - 1r als Sis dies de Stuttgart (amb Pietro Linari)
  - 1r als Sis dies de Leipzig (amb Karl Göbel)
- 1931
  -  Campió de Suïssa de Velocitat
  - 1r als Sis dies de Chicago (amb Willie Grimm)
- 1932
  -  Campió de Suïssa de Velocitat
  - 1r als Sis dies de Colònia (amb Paul Broccardo)
- 1933
  -  Campió de Suïssa de Velocitat
  - 1r als Sis dies de Stuttgart (amb Jan Pijnenburg)